# Abierto de Strachan
El Abierto de Strachan fue un torneo de snooker que se celebró en la ciudad inglesa de Leicester entre 1992 y 1994. Fue de ranking un año, de ranking menor al siguiente y de invitación el último. Anthony Hamilton, que se impuso (9-4) a Paul Davies en la segunda cita de 1994, quedó como último ganador.

## Historia

### Ganadores
| Año                                   | Ganador          | Resultado | Subcampeón      | Referencias |
| ------------------------------------- | ---------------- | --------- | --------------- | ----------- |
| Abierto de Strachan (de ranking)      |                  |           |                 |             |
| 1992                                  | James Wattana    | 9-5       | John Parrott    | [ 1 ]       |
| Strachan Challenge (de ranking menor) |                  |           |                 |             |
| 1992, primera cita                    | Joe Swail        | 9-4       | Stefan Mazrocis | [ 1 ]       |
| 1993, segunda cita                    | Troy Shaw        | 9-4       | Nigel Bond      | [ 1 ]       |
| 1993, tercera cita                    | Tony Drago       | 9-7       | Ken Doherty     | [ 1 ]       |
| Strachan Challenge (de invitación)    |                  |           |                 |             |
| 1994, primera cita                    | Anthony Hamilton | 9-4       | Andy Hicks      | [ 1 ]       |
| 1994, segunda cita                    | Anthony Hamilton | 9-4       | Paul Davies     | [ 1 ]       |